# Henry Burr

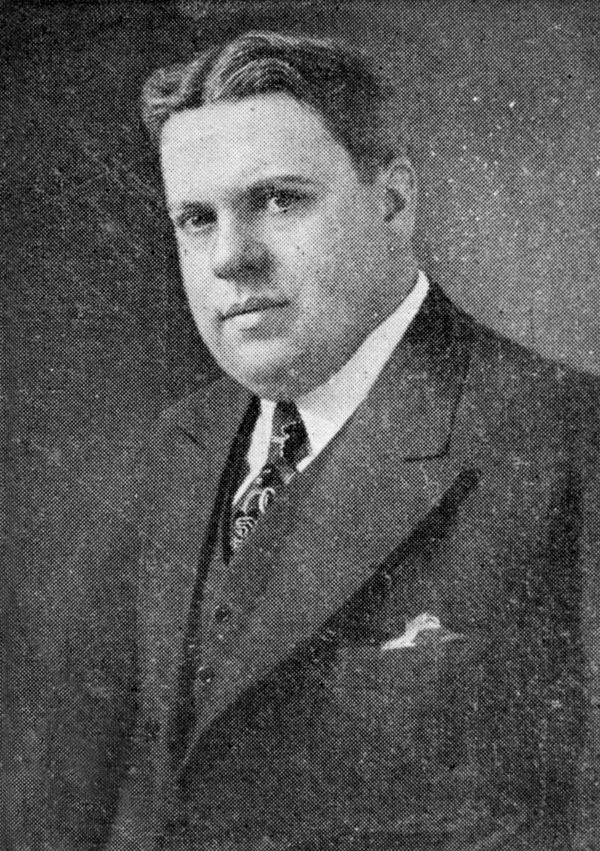
Henry Burr (1918)

Henry Burr, bürgerlicher Name Harry Haley McClaskey (* 15. Januar 1882 in Saint Stephen, New Brunswick; † 6. April 1941 in Chicago), war ein kanadischer Sänger und Interpret zeitgenössischer populärer Musikstücke des frühen 20. Jahrhunderts sowie Radiomoderator und Produzent. Seine Stimmlage war Tenor. Er trat unter zahlreichen weiteren Pseudonymen wie Irving Gillette, Henry Gillette, Alfred Alexander, Robert Rice, Carl Ely, Harry Barr, Frank Knapp, Al King und Shamus McClaskey auf. Er war einer der ersten Musiker, die populäre zeitgenössische Musik aufnahmen, und gilt als einer der produktivsten Künstler aller Zeiten mit vermutlich weit über 12.000 Tonaufnahmen. Er erreichte mit 24 Singles Platz 1 der US-amerikanischen Top 100. Als Tenor trat er sowohl als Solist als auch in verschiedenen Formationen auf, die bekannteste war das Peerless Quartet.

## Kindheit und Jugend

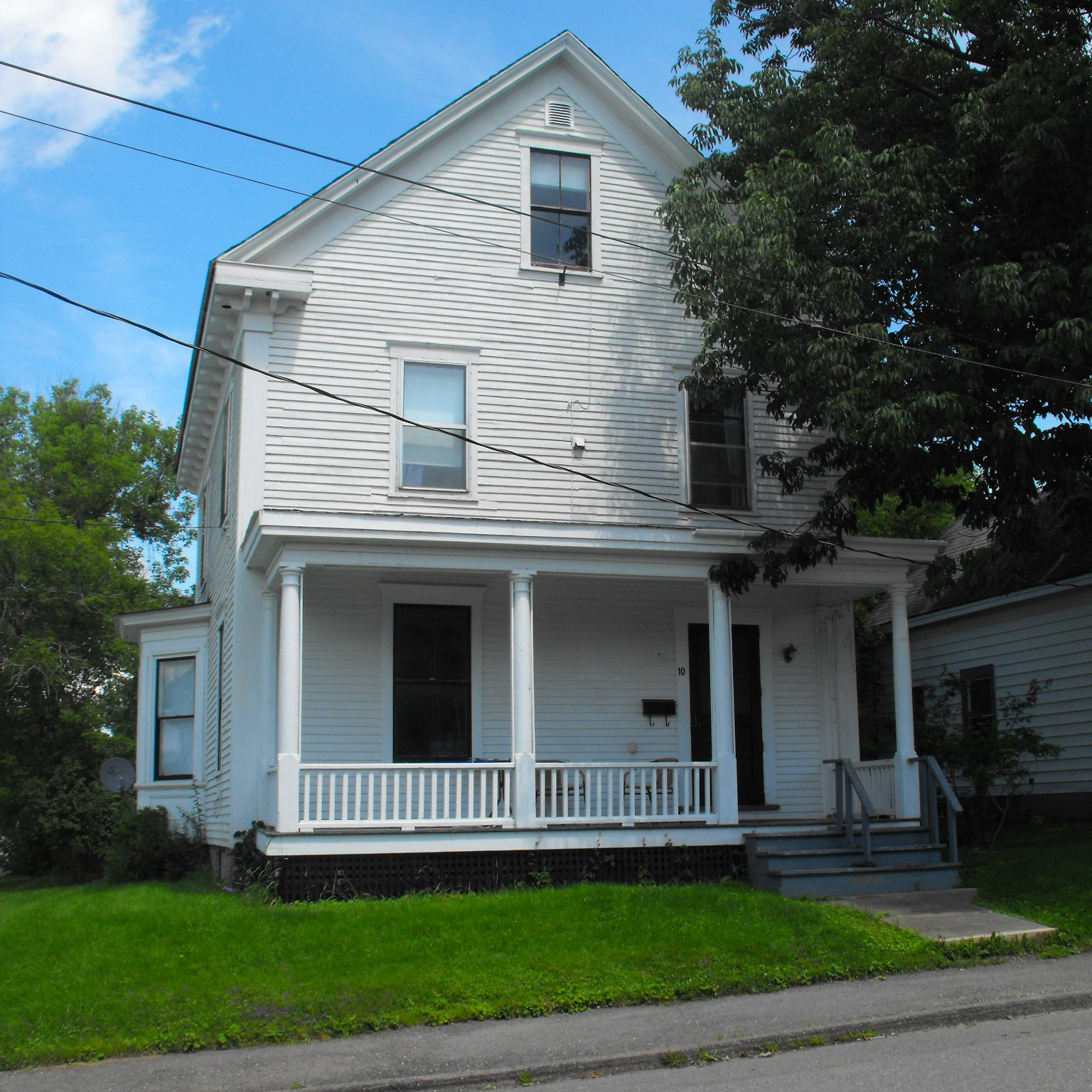
Burrs Elternhaus in St. Stephen, New Brunswick

Harry McClaskey wurde in der Grenzstadt Saint Stephen, New Brunswick, Kanada als jüngstes von vier Kindern von A. A. McClaskey, Besitzer eines Süßigkeiten- und Tabakwarenladens, und seiner Frau Ida, geb. Connors, geboren. Schon früh erkannte man sein Gesangstalent und mit fünf Jahren trat er erstmals in St. Stephen öffentlich auf. Mit 10 Jahren wurde er mit seiner Interpretation des Liedes Her Eyes Don't Shine Like Diamonds zum Maskottchen des Saint John Bicycle and Athletic Club im nahegelegenen Saint John, mit 13 Jahren trat er als Jungtenor mit der Artillery Band in Saint John auf, wo seine Familie zwischenzeitlich hingezogen war. Möglicherweise aus Zweifel daran, dass er mit seiner Musik Karriere machen kann, schrieb er sich an der Mount Allison University in Sackville ein und arbeitete im Ladengeschäft seines Vaters. Am 14. April 1901 absolvierte er am Opernhaus in Saint John sein erstes größeres Konzert mit der schottischen Sopranistin Jessie MacLachlan. Am 30. Oktober 1901 wurde er von Giuseppe Campanari, Bariton an der Metropolitan Opera, entdeckt, als jener einen Auftritt im St. John Opera House absolvierte. Campanari drängte darauf, dass McClaskey nach New York City gehen sollte, um dort eine musikalische Ausbildung zu erhalten.

## Karriere als Musiker
Ermutigt durch Campanaris Anerkennung, zog McClaskey 1902 nach New York, wo er Gesangsstunden nahm und im Chor der Grace Methodist Episcopal Church sang. Schließlich wurde er Solotenor des Chores. Zu seinen Lehrern gehörten John Dennis Meehan und Kate Stella Burr, zu deren Ehren er später seinen Bühnennamen Henry Burr annahm.
Um 1902 begann er mit Musikaufnahmen für Columbia Records und verwendete erstmals das Pseudonym Henry Burr. Die Umstände waren günstig für ihn, weil der Columbia-Startenor George J. Gaskin kurz vor dem Ende seiner Karriere stand. Im November 1904 begann er, unter dem Pseudonym Irving Gillette für Edison Records aufzunehmen. Differenzen mit der Unternehmensleitung führten dazu, dass er nach Oktober 1914 keine weiteren Aufnahmen für Edison mehr tätigte. Am 4. Januar 1905 nahm er das erste Mal für die Victor Talking Machine Company auf, die Aufnahmen wurden im März desselben Jahres veröffentlicht. Am 7. April 1905 nahm er Egbert Van Alstynes In the Shade of the Old Apple Tree auf, das sein erster Nummer-1-Hit wurde und ihm zu großer Popularität verhalf. Im selben Jahr wurde es auch von Billy Murray aufgenommen. Burr wurde ein sehr erfolgreicher Künstler, der tausende Lieder für verschiedene Label unter verschiedenen Pseudonymen aufnahm. Er arbeitete für Leeds Talk-O-Phone, Imperial Records, Busy Bee Records und die American Record Company.

### Kollaborationen
1906 wurde Burr als zweiter Tenor Mitglied des Columbia Male Quartet, das unter dem Management von Frank C. Stanley für Columbia Records arbeitete. Nachdem die Gruppe zu Victor gewechselt war, änderte sie ihren Namen in Peerless Quartet. Nach dem Tod von Stanley im Jahr 1910 übernahm Burr das Management der Gruppe. Unter verschiedenen Namen und in verschiedenen Besetzungen war die Gruppe bis zu ihrer Auflösung 1928 aktiv. Burr war weiterhin Mitglied anderer Musikgruppen wie dem Metropolitan Trio und dem Manhattan Mixed Trio, bei denen er gemeinsam mit Frank C. Stanley und Elise Stevenson musizierte.

## Geschäftliche Aktivitäten
Ab 1915 war er finanziell versorgt und suchte nach Möglichkeiten, sein Geld zu investieren. Gemeinsam mit Fred Van Eps gründete er die Paroquette Record Manufacturing Company in New York City. Paroquette fertigte Vertikalschriftplatten mit eigenen Aufnahmen sowie Aufnahmen verschiedener anderer Künstler. In einem hart umkämpften Markt scheiterte das System von Paroquette und das Unternehmen wurde 1917 geschlossen. Burr versuchte sich ebenfalls als Musikverleger und war neben Van Eps kurze Zeit Teilhaber einer Fabrik, die Banjos herstellte.

## Radio

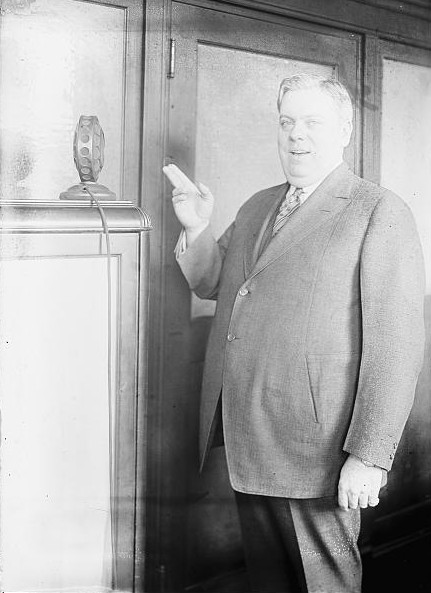
Burr mit einem Mikrophon

Während die Sendetechnik noch in den Kinderschuhen steckte, war Burr bereits live im Radio zu hören. Sein erster Radioauftritt war 1920 in Denver, Colorado, wo er ein improvisiertes Mikrophon, bestehend aus einer Holzkugel und einem Telefonempfänger benutzte. Die Sendung war bis nach San Francisco zu empfangen. Burr wird zugeschrieben, die erste transkontinentale „Sendung“ bestritten zu haben, bei der er in New York City in ein Telefon sang, während die Gäste eines Abendessens in einem Rotary Club in Kalifornien über Kopfhörer zuhörten. Ebenfalls 1920 unterschrieb er einen Exklusivvertrag mit Victor für sieben Jahre, der ihn eine Zeit lang zu einem wohlhabenden Mann machte.
In den späten 1920er Jahren war seine Karriere vorüber, nachdem elektrische Aufnahmeverfahren und das Crooning entstanden waren, welches von Sängern wie Gene Austin und Al Bowlly dargeboten wurde. Da ihn das kommerzielle Potenzial des Radios interessierte, gründete er 1928 die Henry Burr Inc., mit der er Radioprogramme produzierte. In den 1930er Jahren entstanden so zahlreiche Sendungen für das kommerzielle Radio. Burr begründete die Cities Service Concerts, die er für zwei Jahre produzierte.
Im Oktober 1929 verlor er vermutlich einen Großteil seines Vermögens beim Schwarzen Donnerstag. Einen Monat später wurde er zum Leiter der künstlerischen Abteilung bei der CBS berufen, die gerade von dem neuen Eigentümer William S. Paley übernommen worden war. Um 1935 war er wieder im Radio in der National-Barn-Dance-Show des Chicagoer Senders WLS zu hören, die Samstagabend über die NBC ausgestrahlt wurde. Schon bald wurde er Solokünstler der Show und blieb es fünf Jahre lang bis kurz vor seinem Tod. Er starb am 6. April 1941 in Chicago an Kehlkopfkrebs und ist neben seiner Stieftochter Marguarite in Mount Vernon beigesetzt, wo er zuletzt lebte. Er hinterließ seine Ehefrau Cecilia.